# Miękkie
Miękkie – kolonia wsi Wyszomierz w Polsce, położona w województwie zachodniopomorskim, w powiecie goleniowskim, w gminie Nowogard.
W latach 1975–1998 Miękkie administracyjnie należało do województwa szczecińskiego.